# Rai (Währung)

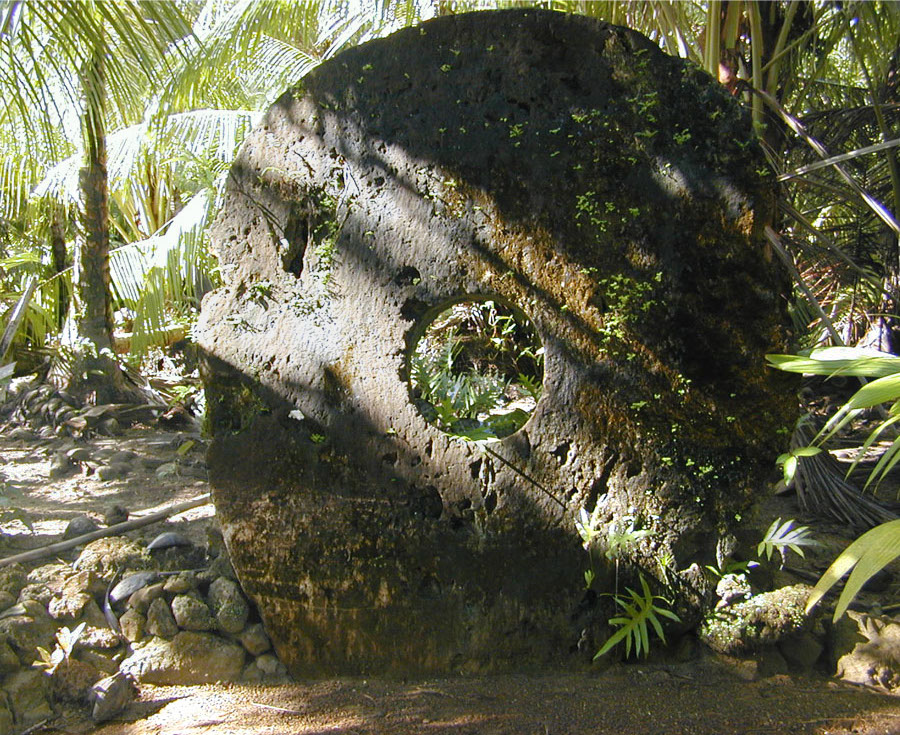
Steingeld bei dem Dorf Gachpar auf Yap. Bild von Mai 2002

Rai, auch Steingeld genannt, ist ein auf den Yap-Inseln in Yap, einem Bundesstaat der Föderierten Staaten von Mikronesien, verwendetes Tauschmittel bzw. vormünzliches Zahlungsmittel und gilt immer noch als Zahlungsmittel, obwohl die Herstellung 1931 eingestellt wurde.
Es besteht aus Steinscheiben, die überall auf den Inseln am Wegrand oder um die Häuser stehen. Wenn der Eigentümer wechselt, lässt der Erwerber den Stein gewöhnlich aufgrund des Gewichts und der damit entstehenden Schwierigkeiten des Transports dort, wo er ist. Wem welcher Stein gehört, wird einfach im Gedächtnis festgehalten.

## Beschaffenheit und Herstellung

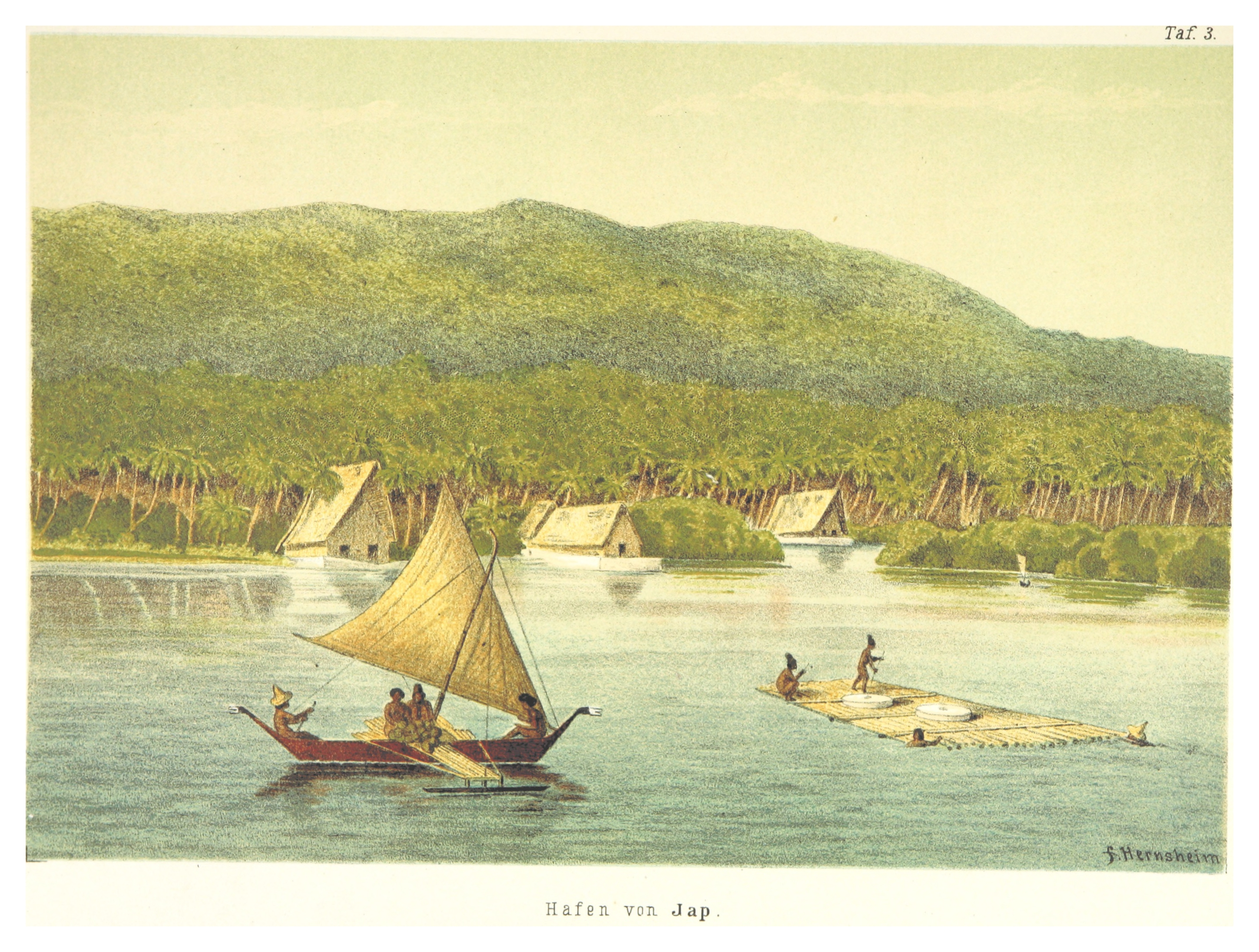
Zwei Steine erreichen die Insel Yap auf einem Floß (um 1880)

Die Steine können von Handtellergröße bis 4 Meter Durchmesser haben und über 5 Tonnen wiegen. Sie bestehen bevorzugt aus den Mineralien Aragonit und Kalzit, welche jedoch nicht auf den Inseln vorkommen. Somit mussten die Steine von Palau, das etwa 400 Kilometer südwestlich von Yap liegt, beschafft werden. Diese Entfernung wurde mit Auslegerbooten in einer fünftägigen Reise überwunden.
Durch die Steine wurde ein Loch geschlagen, so dass man sie mit Hilfe von Stäben zum Meer transportieren konnte. Hier wurden sie auf Bambusflöße oder Kanus geladen. Besonders große Steine wurden im Meer  aufgestellt und das Floß drumherum gebaut. Missglückte der Transport und der Stein sank auf den Meeresgrund in der Brandung vor Yap, wurde er dennoch als gültige Währung akzeptiert.
Bei einer japanischen Zählung im Jahr 1929 wurden 13.281 Stücke des Steingeldes dokumentiert, wovon etwa die Hälfte bis heute überdauert hat.

## Verwendung

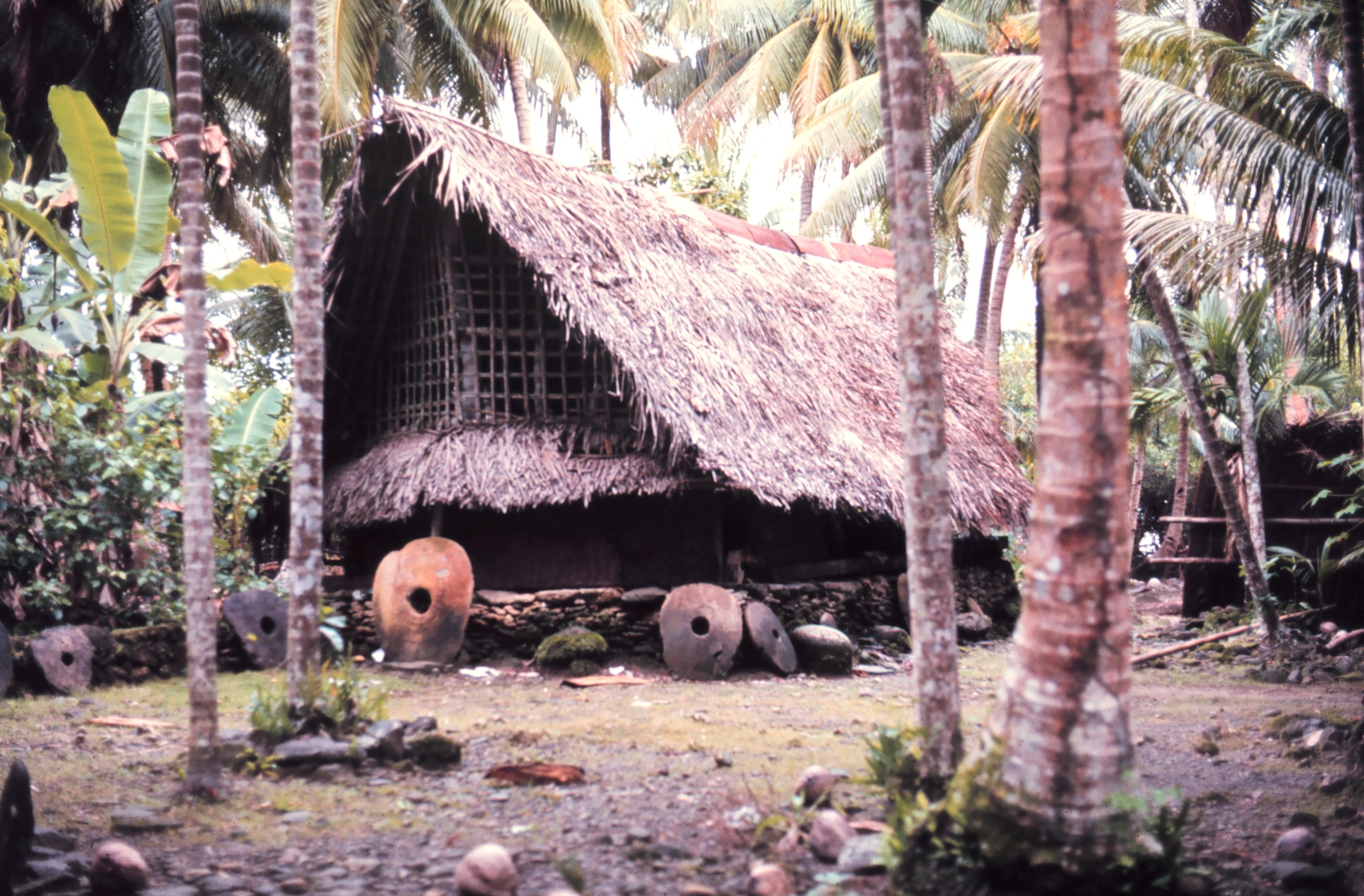
Steingeld neben einer traditionellen Behausung auf der Insel Yap

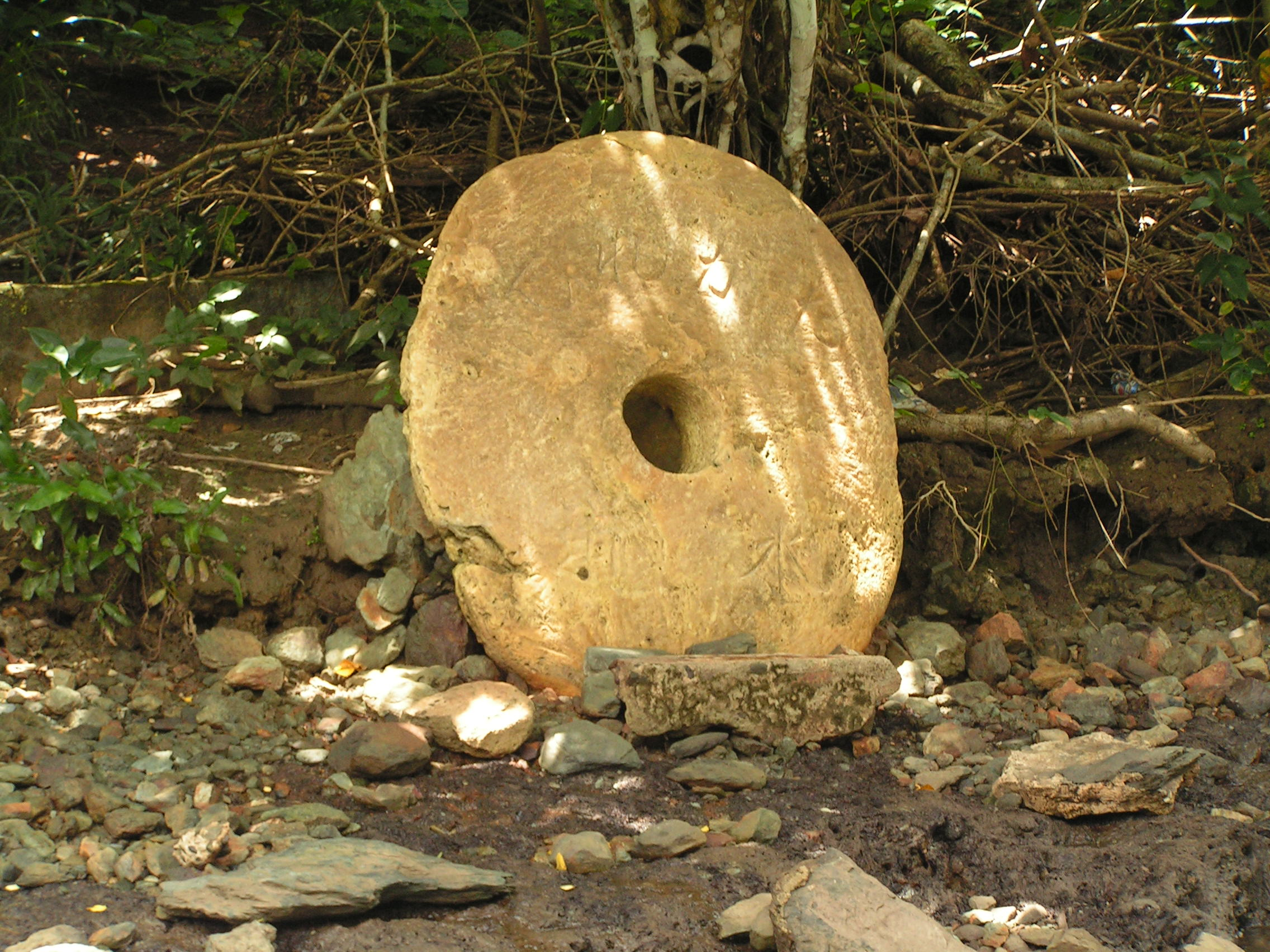
Das gewichtigste Zahlungsmittel der Welt

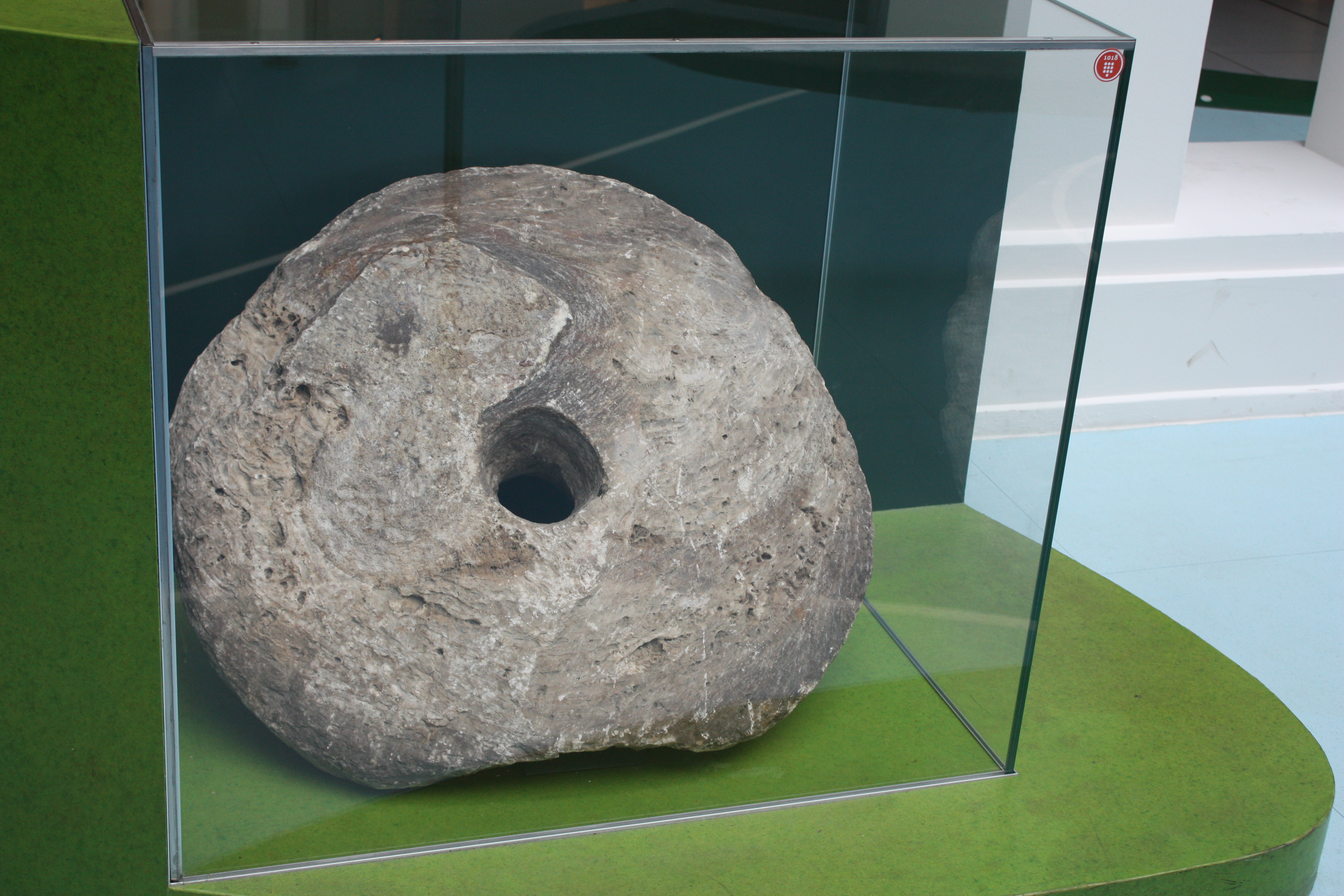
Steingeld im Überseemuseum Bremen

Das Steingeld wurde ausschließlich von Männern benutzt. Heute wird es nur noch selten verwendet, hauptsächlich bei symbolischen Geschäften. Etwa wenn Land „verkauft“ wird, wechseln nur die Nutzungsrechte, da Land auf Yap keinen Eigentümer hat. Dabei bleibt der Stein in der Regel unbewegt und nur der Eigentümer wechselt. Die Eigentumsrechte an den Scheiben sind den jeweiligen Dorfältesten bekannt.
Das Steingeld muss – nach der Tradition – immer auf dem Rand stehend (das heißt angelehnt an Bäume, Häuser etc.) aufbewahrt werden. Es gilt als schwere Beleidigung und ist auf Yap gesetzlich verboten, sich auf die Steinscheiben zu setzen, zu stellen oder sie sonst (wie z. B. als Picknicktisch) zweckzuentfremden. Auch Touristen können deswegen zu Geldstrafen verurteilt werden (die allerdings in Dollarscheinen an die Staatskasse zu zahlen sind); hinzu kommt die Verärgerung der Einheimischen.

## Wert
Die mühsame Herstellung und der lange Transport von Palau nach Yap begrenzten die Anzahl bzw. Größe der Steine und erhöhten ihren Wert. Mit ihnen kann unter anderem Land erworben werden.
In den letzten Jahrhunderten gab es eine Inflation bei dem Steingeld, als der Transport der Steine gefahrlos und billig wurde. Die Zeitenwende bildete die Unternehmensgründung im Jahre 1875 von David Dean O’Keefe. Er gründete Handelsstationen, wo er Kopra gegen eine Überfahrt nach Palau tauschte. Das Kopra verkaufte er weiter nach Hongkong, und so verdiente er bis zu seinem Tode 1901 etwa eine halbe Million Dollar. Seitdem gibt es auf Yap sehr große Steine mit nur wenig Prestige und der materielle Wert des Steingeldes ist nicht mehr vorhanden.
Die Geschichte von O’Keefe wurde 1954 verfilmt mit dem Titel Weißer Herrscher über Tonga. Burt Lancaster spielte als Capt. David O’Keefe die Hauptrolle.
Wertentstehung
Der Wert ergibt sich aus verschiedenen Faktoren wie:
- Größe
- natürliche Schönheit
- Form
- Geschichte der „Münze“
- Alter
- wie schwierig es war, sie herzustellen
- ob jemand beim Transport in Gefahr oder ums Leben gekommen ist
- soziale Stellung der Beteiligten